# Primærrute 41
Primærrute 41 er en cirka 30 km lang primærrute på Sundeved mellem Sønderborgmotorvejens østlige ende lidt vest for Alssundbroen og Sønderjyske Motorvejs afkørsel <71> vest for Stubbæk.
Primærrute 41 passerer umiddelbart forbi Stubbæk, Felsted, Bovrup, Ullerup og Vester Sottrup.
- Hostrupkratstenen er placeret ved vejen mellem Felsted og Stubbæk.[2]